# Castello di Bardineto
Il castello di Bardineto è stato un castello in rovina di Bardineto, nel val Bormida in provincia di Savona, ubicato in posizione semi elevata rispetto all'originario borgo fortificato duecentesco bardinetese.

## Storia e descrizione

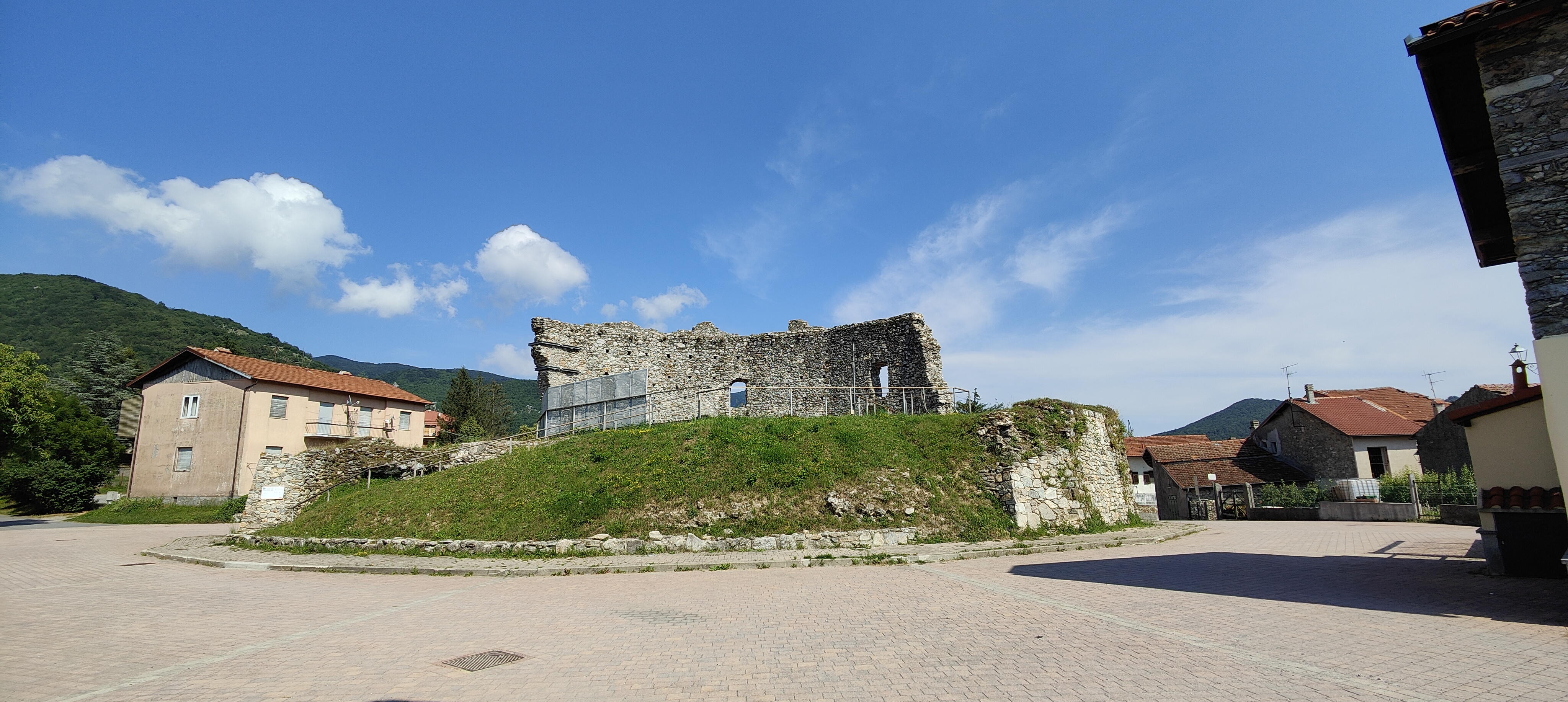
Il complesso esterno del castello

Secondo le fonti storiche il primo borgo fortificato di Bardineto venne edificato, assieme al castello posto sulla sommità, intorno al XIII secolo ad opera dei marchesi Del Carretto. Importante e strategica era per la famiglia feudale questa parte della val Bormida, posta lungo la strada tra Albenga e Toirano e tra la fascia costiera e il Basso Piemonte.
La presenza del castello - e del relativo borgo bardinetese - è attestata in un atto notarile del 1268 nel quale Giacomo Del Carretto, marchese, e deceduto nel 1265, lasciava ad uno dei figli, Antonio Del Carretto, i diritti sulla fortezza e sugli uomini di Bardineto.
Ancora un diploma imperiale di Carlo IV di Lussemburgo - siglato nel 1355 - cita il castello e il borgo in occasione dell'ufficiale investitura di Giorgio Del Carretto quale signore di Bardineto e di altri territori nella valle della Bormida: territori che rimasero in mano alla famiglia carrettesca, salvo una breve parentesi di dominio repubblicano genovese (1713) e sabauda (1735), almeno fino alla dominazione francese di fine XVIII secolo.
Ed è proprio in questo frangente storico che la struttura, di ben sedici lati, subì la demolizione di dodici lati dell'alta cortina difensiva nel corso della battaglia di Loano tra gli eserciti francese e austro-piemontese (asserragliati dentro il castello) del novembre 1795. Della medievale cinta muraria che proteggeva e cingeva il borgo non se ne hanno più tracce.